# Hanuš Lim
Hanuš Lim (ur. 16 sierpnia 1977 w Pradze) – czeski kierowca wyścigowy.

## Biografia
Jest synem Václava. W 1995 roku zajął trzecie miejsce w Czeskiej Formule Ford. Rok później rywalizował Eufrą 391 w Formule Mondial, zostając mistrzem Czech. W 1997 roku zadebiutował w Czeskiej Formule 3, zdobywając czwarte miejsce w klasyfikacji końcowej. Rok później Lim powtórzył ten wynik. W Czeskiej Formule 3 rywalizował do 2001 roku. W 2002 roku był czwarty w Interserii.

## Wyniki
| Legenda oznaczeń w tabelach wyników Wyświetl szablon na nowej stronie | Legenda oznaczeń w tabelach wyników Wyświetl szablon na nowej stronie                                                                     |
| Oznaczenie                                                            | Wyjaśnienie |
| --------------------------------------------------------------------- | --- |
| Złoty                                                                 | Zwycięzca lub mistrzostwo |
| Srebrny                                                               | 2. miejsce lub wicemistrzostwo |
| Brązowy                                                               | 3. miejsce lub II wicemistrzostwo |
| Zielony                                                               | Ukończył, punktował (w klasyfikacji generalnej, gdy zdobył co najmniej jeden punkt na przestrzeni sezonu, poza trzema powyższymi opcjami) |
| Niebieski                                                             | Ukończył, nie punktował (w klasyfikacji generalnej, gdy nie zdobył co najmniej jednego punktu na przestrzeni sezonu)                      |
| Czerwony                                                              | Nie zakwalifikował się (NZ) |
| Czerwony                                                              | Nie prekwalifikował się (NPK) |
| Różowy                                                                | Nie ukończył (NU) |
| Różowy                                                                | Niesklasyfikowany (NS) (w klasyfikacji generalnej, gdy nie został sklasyfikowany w żadnym wyścigu sezonu)                                 |
| Czarny                                                                | Zdyskwalifikowany (DK) |
| Czarny                                                                | Wykluczony (WYK/EX) |
| Biały                                                                 | Nie wystartował (NW) |
| Biały                                                                 | Kontuzjowany (K/INJ) |
| Biały                                                                 | Wyścig odwołany (OD/C) |
| Bez koloru                                                            | Został wycofany (WYC/WD) |
| Bez koloru                                                            | Nie przybył (NP/DNA) |
| Bez koloru                                                            | Nie brał udziału w treningach (NT/DNP) |
| Bez koloru                                                            | Nie został zgłoszony (–) |
| Pogrubienie                                                           | Start z pole position |
| Kursywa                                                               | Najszybsze okrążenie wyścigu |
| †                                                                     | Nie ukończył, ale jego rezultat został zaliczony ze względu na przejechanie więcej niż 90% dystansu wyścigu.                              |
| *                                                                     | Sezon w trakcie |
| 1/2/3                                                                 | Punktowana pozycja w sprincie kwalifikacyjnym                                                                                             |
| Lista systemów punktacji Formuły 1                                    | |

### Czeska Formuła 3
| Rok  | Zespół          | Samochód  | Silnik | Wyniki w poszczególnych eliminacjach | Wyniki w poszczególnych eliminacjach | Wyniki w poszczególnych eliminacjach | Wyniki w poszczególnych eliminacjach | Wyniki w poszczególnych eliminacjach | Wyniki w poszczególnych eliminacjach | Wyniki w poszczególnych eliminacjach | Wyniki w poszczególnych eliminacjach | Wyniki w poszczególnych eliminacjach | Wyniki w poszczególnych eliminacjach | Pkt. | Msc. |
| ---- | --------------- | --------- | ------ | ------------------------------------ | ------------------------------------ | ------------------------------------ | ------------------------------------ | ------------------------------------ | ------------------------------------ | ------------------------------------ | ------------------------------------ | ------------------------------------ | ------------------------------------ | ---- | ---- |
| 1998 |                 |           |        | Czechy                               | Czechy                               | Czechy                               | Czechy                               | Czechy                               | Czechy                               |                                      |                                      |                                      |                                      | ?    | 4    |
| 1998 | Lím Racing Cars | Eufra 391 | Opel   | 4                                    | NU                                   | 3                                    | 4                                    | 4                                    | 3                                    |                                      |                                      |                                      |                                      | ?    | 4    |
| 1999 |                 |           |        | Czechy                               | Czechy                               | Czechy                               | Czechy                               | Czechy                               | Czechy                               | Czechy                               | Czechy                               | Czechy                               | Czechy                               | ?    | 7    |
| 1999 | Lím Racing Cars | Eufra 391 | Opel   | 3                                    | 4                                    | -                                    | -                                    | -                                    | -                                    | 4                                    | 4                                    | 4                                    | 5                                    | ?    | 7    |
| 2000 |                 |           |        | Czechy                               | Czechy                               | Czechy                               | Czechy                               | Czechy                               | Czechy                               | Czechy                               | Czechy                               | Czechy                               | Czechy                               | ?    | 10   |
| 2000 | Lím Racing Cars | Eufra 391 | Opel   | NU                                   | NU                                   | -                                    | -                                    | 2                                    | NU                                   | -                                    | -                                    | -                                    | -                                    | ?    | 10   |

### Polska Formuła 3
| Rok  | Zespół          | Samochód  | Silnik | Wyniki w poszczególnych eliminacjach | Wyniki w poszczególnych eliminacjach | Wyniki w poszczególnych eliminacjach | Wyniki w poszczególnych eliminacjach | Wyniki w poszczególnych eliminacjach | Wyniki w poszczególnych eliminacjach | Wyniki w poszczególnych eliminacjach | Wyniki w poszczególnych eliminacjach | Wyniki w poszczególnych eliminacjach | Wyniki w poszczególnych eliminacjach | Pkt. | Msc. |
| ---- | --------------- | --------- | ------ | ------------------------------------ | ------------------------------------ | ------------------------------------ | ------------------------------------ | ------------------------------------ | ------------------------------------ | ------------------------------------ | ------------------------------------ | ------------------------------------ | ------------------------------------ | ---- | ---- |
| 1997 |                 |           |        | Polska                               | Polska                               | Polska                               | Polska                               | Polska                               | Polska                               | Polska                               | Polska                               |                                      |                                      | 0    | NS   |
| 1997 | Lím Racing Cars | Eufra 391 | Opel   | -                                    | -                                    | -                                    | 3                                    | -                                    | -                                    | -                                    | -                                    |                                      |                                      | 0    | NS   |
| 1998 |                 |           |        | Polska                               | Polska                               | Polska                               | Polska                               | Polska                               | Polska                               | Polska                               | Polska                               | Polska                               | Polska                               | 0    | NS   |
| 1998 | Lím Racing Cars | Eufra 391 | Opel   | -                                    | -                                    | -                                    | -                                    | 1                                    | NU                                   | -                                    | -                                    | -                                    | -                                    | 0    | NS   |
| 1999 |                 |           |        | Polska                               | Polska                               | Polska                               | Polska                               | Polska                               | Polska                               | Polska                               |                                      |                                      |                                      | 0    | NS   |
| 1999 | Lím Racing Cars | Eufra 391 | Opel   | -                                    | -                                    | -                                    | -                                    | -                                    | 3                                    | -                                    |                                      |                                      |                                      | 0    | NS   |
| 2000 |                 |           |        | Polska                               | Polska                               | Polska                               | Polska                               | Polska                               | Polska                               | Polska                               |                                      |                                      |                                      | 0    | NS   |
| 2000 | Lím Racing Cars | Eufra 391 | Opel   | -                                    | -                                    | -                                    | -                                    | -                                    | 3                                    | -                                    |                                      |                                      |                                      | 0    | NS   |